# Rashaan Carter
Rashaan Carter (Washington D.C., 1986) is een Amerikaanse jazzmuzikant (contrabas, e-bas) van de modernjazz.

## Biografie
Carter groeide op in de regio Washington en is afkomstig uit een muzikale familie. Zijn vader is saxofonist en zijn moeder stelt jazzprogramma's samen voor de radio. Hij speelde eerst verschillende instrumenten, voordat hij koos voor de contrabas. Na de middelbare school verhuisde hij naar New York om te studeren aan The New School bij Buster Williams en Reggie Workman. Hij nam bovendien onderricht bij Ron Carter.
Sinds 2006 werkte hij o.a. met Michael Marcus (The Magic Door, 2006), Wallace Roney, Cindy Blackman, Jure Pukl, Sonny Simmons, Gary Thomas, Frank Lacy, Raynald Colom, Marc Cary, Brandee Younger en Mark Weinstein. Hij ging ook op tournee met Gary Thomas, Marc Cary, Antoine Roney en David Murray. Bovendien was hij lid in het Aruán Ortiz Quartet, Matteo Fraboni Quintet, Takuya Kuroda Sextet en in het Wayne Escoffery Quintet. Op het gebied van de jazz was hij tussen 2006 en 2018 betrokken bij 19 opnamesessies, als laatste ook met Josh Evans (Hope And Despair, 2014) en Maria Grand (Magdalena, 2018). Tegenwoordig behoort hij tot het Theo Hill Quartet, op wiens album Interstellar Adventures (2018) hij te horen was.
- Gemeinsame Normdatei: 135499267
- International Standard Name Identifier: 0000 0000 5610 8759
- Library of Congress Control Number: n2012048047
- MusicBrainz: 6da25135-e93c-4c5e-acd0-61233fcc78cc
- Virtual International Authority File: 303135847
- WorldCat: E39PBJrchBD697jYPbJBYcwgrq